# Calvari d'El Escorial
El Calvari d'El Escorial (Crucifixió de Scheut o simplement Calvari) és una pintura a l'oli sobre taula de roure realitzada c. 1460 pel primitiu flamenc Rogier van der Weyden. Es troba al museu del monestir d'El Escorial (Madrid) des que va ser portada de Flandes per Felip II el 1555.

## Descripció
Es tracta d'una obra de grans dimensions (323,5 × 192 cm) en la que tan sols hi ha tres personatges i en la que dominen tres colors: vermell, blanc i carn.
La figura central és un Crist crucificat, de mida natural, sobre una creu, aixoplugada sota un dosser simulat de color vermell. Als costats, les figures de la Mare de Déu i sant Joan Evangelista ressalten fortament amb els seus vestits blancs, creant una imatge gairebé escultòrica. Van der Weyden presenta una Verge defallida, sumida en el seu dolor de forma reservada, amb la mirada baixa i la boca lleugeríssimament entreoberta, eixugant-se subtilment les llàgrimes i amb l'esfondrament dels seus genolls. També l'ímpetu juvenil de Joan, que alça ulls i mans a Crist crucificat en un gest contingut de pesar, amb seus rínxols de gruix bucle sobre el front.
La sorprenent simplicitat compositiva amb només les tres figures protagonistes, sense més detalls narratius que la cartell amb l'INRI, l'estreta franja de paret grisa a cada costat o el petit monticle sobre el qual s'aixeca la creu per evocar la muntanya Gòlgota i una gamma cromàtica, reduïda a l'essencial, amb la qual l'artista pretenia evocar el seu caràcter escultòric, permeten destacar el dramatisme de les tres imatges i la plasticitat de les seves formes, pròpies de l'artista, es veuen aquí accentuats per la grandària de la composició i per la tempestuosa agitació de les seves robes, en fort contrast sobre el fons d'un vermell viu, color de la Passió de Crist.
L'artista dibuixa l'anatomia del cos nu de Crist amb total mestria i aplica una gran delicadesa amb les tres llàgrimes —gairebé transparents mitjançant subtils veladures sobre les carnacions— que cauen sobre les seves galtes, que poden al·ludir a les tres ocasions en què Crist va plorar segons el Nou Testament.

### Anàlisi del dibuix subjacent
A través d'una reflectografia infraroja s'ha pogut observar que la superfície pictòrica no difereix molt del dibuix subjacent, i que la major part dels canvis de composició es concentren en els rostres de la Mare de Déu, i de sant Joan, així com en la posició dels dits de les mans i peus de Crist i del sant, amb lleugers desplaçaments per aconseguir una millor expressivitat. També s'han identificat modificacions en alguns perfils dels membres de Crist o dels drapejats de les vestidures, que generalment van marcats per llargues pinzellades lineals d'una gran energia, realitzades amb negre carbó dissoltes en algun fluid, segons s'ha pogut constatar en l'analítica de pigments. Alguns d'aquests traços no estan totalment acolorits en la seva fase pictòrica, per la qual cosa es poden considerar com a petits penediments. Les ombres es van aplicar de forma molt sistemàtica, com és característic en el pintor, a força de llargues línies paral·leles i en diagonal per marcar el volum del tors i de les cames de Crist o els plegats secundaris dels drapejats, o de línies més curtes i necessàries per al coll i galtes, o més ondulades i lleugeres per suggerir els cabells, especialment els de sant Joan. Els caps i les mans han estat dibuixades amb molt de detall per fer-les més expressives i estan realitzades amb tal decisió i mestratge que semblen un treball autògraf completament de Rogier, mentre que les línies generals de les vestidures, el traç de la creu o la transposició d'aquest fons de dosser ple de doblecs quadriculats, que requereixen una tasca més mecànica i menys creativa, possiblement puguin deure's a la col·laboració acurada dels seus ajudants.

## Història
Es tracta d'un dels últims quadres de Van der Weyden, tal com es dedueix per la datació de la fusta de roure del Bàltic que situa el terminus post quem en el 1457. És també un dels pocs documentats, ja que s'esmenta la seva autoria en el document de venda que es va fer el 1555 a un membre de la Casa dels Àustries.
Van der Weyden va donar aquest quadre a la capella de Nostra Senyora de Gràcia que havia al costat de la Cartoixa de Scheut, prop de Brussel·les, amb la que mantenia una relació des de la seva fundació el 1450. Aquesta obra gairebé al final de la seva carrera, realitzada sense encàrrec, sembla el seu llegat, no ja al convent, sinó a la mateixa història de l'art.
El quadre es va vendre el 1555 a un comprador que no hi consta esmentat al contracte, si bé tot apunta que va ser al mateix Felip II, conegut per la seva passió pels primitius flamencs. Tots els indicis apunten a la figura reial que havia arribat d'Anglaterra el setembre de 1555 per assistir a la cerimònia d'abdicació de l'emperador, ocorreguda el 25 d'octubre d'aquell any. D'altra banda, l'obra que anava a substituir aquesta dins l'esmentada cartoixa va ser obra d'Antonio Moro, el seu pintor de cambra de Felip II.
La compra als monjos de Brussel·les va ser per un import de 100 lliures i l'encàrrec d'una obra substitutòria a Moro va costar 30 lliures.
Quan va arribar a Espanya, l'obra es va instal·lar a la capella del desaparegut Palau Reial de Valsaín abans que Felip II decidís el seu trasllat definitiu el 1567 al monestir de San Lorenzo de El Escorial, que estava en procés de construcció. El lliurament oficial a l'edifici es va produir en 1574, quan ja es va poder instal·lar a l'altar de la sagristia, tal com descriu el Llibre de Lliuraments d'objectes artístics on es fa constar que és obra «de mano de Masse Rugier». Apareix esmentat a les cròniques contemporànies de José de Sigüenza (1605), Lorenzo van der Hamen (1620) o Cassiano dal Pozzo (1626). A partir de 1656 Velázquez va reorganitzar les pintures d'El Escorial i l'obra es va traslladar a la Llibreria del Cor, on va estar fins a finals del segle xix. El 1892 es va donar a conèixer al públic general durant l'Exposició Històrico-Europea a la Biblioteca Nacional de Madrid per a celebrar el 400 aniversari del descobriment d'Amèrica, obligant als responsables a la seva exposició pública permanent a partir de 1901 a les Sales Capitulars del monestir, i uns anys més tard, es va instal·lar al Museu de Pintura d'El Escorial.

## Restauracions
Les condicions dels espais on va estar el quadre des de la seva arribada a Espanya han perjudicat la capa pictòrica del quadre. Un episodi que el va afectar especialment va ser l'incendi de l'edifici en 1671 que, tot i no afectar-lo directament, les altes temperatures de les sales contigües li van produir unes petites ampolles en les zones de colors més foscos.
La seva primera restauració no va arribar fins als anys 1946 i 1947, realitzada pels responsables del Museu del Prado, comptant amb un dels seus millors restauradors, Jerónimo Seisdedos, qui va retornar a la pintura una nova lectura artística, amb tot, insuficient per a fer-la més popular fins i tot entre els historiadors.
En aquesta restauració es va reforçar l'estructura del suport format per tretze taules horitzontals. Però el comportament no va ser l'esperat, ja que va resultar ser massa rígid, provocant amb el pas del temps moviments, esquerdes i fissures entre algunes de les juntes dels seus panells.
La darrera restauració s'ha realitzat entre 2011 i 2015 pel restaurador del Museu del Prado, José de la Font. En ella s'ha solucionat els inconvenients d'estructura i separació de juntes i esquerdes dels panells, retornant-li la curvatura natural i còncava de la fusta. Per a aconseguir-ho s'ha aplicat un bastidor perimetral unit a la taula mitjançant un reforç flexible de molles.
Les esquerdes que estaven massa obertes s'han omplert amb unes petites tires de roure molt similar al del suport original, que reforcen la taula i serveixen de base per a reintegrar la pintura perduda en aquestes zones.